# 努力マン
努力マン（どりょくマン）とは、ガモウひろし作の少年向けギャグ漫画、およびそのアニメ作品『とっても!ラッキーマン』に登場する架空の人物である。アニメ版の声優は千葉繁。
原作ではLUCKY13「ラッキー クッキー 新ヒーロー参上の巻〜」、アニメでは第8話「努力マンでラッキー!」で初登場した。

## 人物概要
ガンバル星出身の宇宙人で、本名チリツモヤマナル。三本柱マンの3人の息子の三男。努力と根性がモットー。初登場時の設定では推定年齢200歳以上とされていたが、実際の年齢は500歳以上と推測される。血液型はRH-のB型。嫌いな食べ物は納豆。
第1050回ヒーロートーナメントで決勝まで進むが、兄の勝利マンにより、卑怯な手で反則負けとされ、以後200年間ヒーローになることを禁じられる（その時のセンヌキは思い出の品）。苦節200年の後ヒーローとなって、運だけのラッキーマンを非難し、地球で挑戦状を叩き付けたが敗れ、それから彼に弟子入りする。極度の感動屋でお人好しであり思い込みが激しく、それが弱点となることも。重傷を負っても、眠れば完全に回復する。子供の頃から努力家だったが、そのせいで表彰では「努力賞」ばかり貰っていた。兄たちと初めて地球で遭遇した際、過去の因縁から憎んでいたが、指レンジャー戦での勝利マンの危機に、友情マンから真実を語られ、長きに渡る誤解は解かれた。その後は、兄たちのことを以前のように尊敬している。
弱点としては、修行のしすぎでパンチ1発で骨が折れたり、前述のように嫌いな納豆のにおいを嗅いだだけで気絶したり、油断から鋼鉄マンに不意を衝かれたり、精神的に脆い点が上げられるほか泳げない。
前述した通り思い込みが激しく、師と仰ぐラッキーマンに対しては彼がいかなるラッキーで勝利しようと全て「努力と実力と周到な計算の上に成り立っている」と勘違いしている。一時は洋一の不運による情けなさを目の当たりにしたり、ラッキーマンの戦いぶりを冷静に見定めたりしてその実力を疑うこともあったが、いずれも最終的には思い直して彼を尊敬し直す結果に終わっており、最後までラッキーマンの実力をただのラッキーだと認識することは無かった。
地球では「杉田努力（すぎたどりょく）」という日本一努力している中学生となって、追手内洋一に弟子入りし、彼のボディーガード的な役割を任され、クラスメートにもなる。暑苦しい長髪で、いつでも柔道着を着ている。また、洋一同様に、他の人間には正体を隠している。柔道3段・空手4段・書道6段の腕前の持ち主で、変身時には習字で「努力」と書いて、それを胸に貼り付けると変身する。字が下手だと、努力が足りないということで変身できない。変身で飛び上がるシーンではいつも梯子を使ったり体を鍛えていたりと努力しており、ラッキーマンに褒められたこともある。スポーツの腕前に関しては武道に優れる一方でバレーボールの基本的なルールを知らない描写もあった。暴走族の麻理亜に一目惚れし、ラブレター（洋一が書いたもの）を渡して恋人になったことも（彼女のことを努力家と勘違いしている）。アニメ版では、習字を書いて変身するとき、「今日も元気だ!習字が上手い」と掛け声がある。これはアニメ版のみのセリフだったが、原作の最終回でも使われた。登場時のセリフは「1に努力、2に努力、3、4がなくて（ここの部分はたまにアドリブによって変わる）、5に努力!、努力マン!けんざん!」でこちらは最初の方は原作でも言っていた。スーパースターマンとは信念の違いからよくケンカをしているが、仲の良い場面も見せていた。また、誤解が解ける前は自分たちの兄弟仲が悪かったのもあって、目立家の兄弟愛には感動しており、ビデオに撮って兄たちに見せようとまでしていた。
単行本11巻カバーの作者の挨拶では、作者であるガモウひろしが努力マンを模した服を着ており、作者名も「ガモウひろし」ではなく「努力マン」になっていた。

### 外見的特徴
- 額には赤い水滴形の「血の汗」がある。また眉毛は頭の上方に飛び出ており、常に歯を食いしばったような表情をしている。
- 睫毛が長く、瞳は燃えており、常に涙を流している。場合によって火が消えたり、涙が止まって冷静になることもある。瞳は200年前のヒーロートーナメントに参加しようと意気込んだ際に燃える瞳になり、涙は勝利マンの策略で反則負けにされて以来、悔しさのあまり止まらなくなったものである。
- 耳は腕立て伏せをしている人となっている。元来はただ人の形をしているだけだったが、背中に1tの錘を乗せ、かつ手も指も使わない腕立て伏せができるようになった際に現在の形となった。なお、左耳の人は結婚指輪をしている（相手は不明）。
- 肩には「石の上にも三年」のマークがある。200年に及ぶ修行の中で滝に打たれているうちにできたものである。なお、左肩のマークの人の名前は「努（つとむ）くん」という。
- 胸には「努力」の文字が書かれている。怒りが頂点に達すると「怒力」と文字が変わる。背中はラッキーマン同様に考えていることが浮かび上がる。
- 熱血な性格とは対照的に体の色は青。さらにアニメでは肌が白色である（原作では肌色）。

## 武器・技
鉄ゲタ
宇宙一の鍛冶職人カチカチ・カッチンナ先生（三本の柱を作ったのも彼）に弟子入りし、50年の修行の最後の試練として絹ごし豆腐をたたき上げることを課せられ、50年に渡る努力の末に完成したダイヤモンドよりも硬い豆腐ゲタ。金属ではないため高温でも焼き豆腐になるだけで、溶けることは無い。
その硬さを活かし防御に使われることが多い。その他ブーメランのように飛ばして攻撃したり、重りに使用することもある。1丁300gの豆腐を10万丁凝縮しているため、片方で30tの重さがある。常にそれを履いて鍛えているために凄まじいキック力を育み、履いたままでも高層ビルを真っ二つにし、ゲタを脱ぐことでさらに威力が増し、蹴りの風圧だけで世直しマンの宇宙船上にある闘技場を真っ二つに切り裂ける。
努力バリアー
レンガをもの凄い速さで積み上げ壁を作り、ビームなどを防ぐ技。間に合わなければ敵の攻撃は防げない。雪をレンガ代わりに積み上げたものや、5重構造のより強力なものなどがある。初登場時はラッキービームさえ間に合わなかったが、努力によって作が進む毎にスピードを増し、5重構造で天才マンのカッ光線も防げるほどになった。
地獄車
80年の努力で編み出した投げ技。相手を抱えて回転し、地面に脳天を何回も打ちつける。初登場時に披露したのみで不発に終わり、その次の回でラッキーマンが使用している（ラッキーによるもの）。
努力ビーム
自らの体に電線を巻きつけ、前方に電気のビームを放つ技。強力だが自分も感電するため非常に危険。原作では初戦の1回しか使用していないが、アニメでは他に、世直しマンの部下の宇宙人を倒す際に繋ぎの技として使用した。
顔面ファイヤー
冬休み中の特訓で編み出した技。燃える瞳から鉄をも溶かす超高温の炎を発射する。本人曰く長時間使用し続けると頭の血管が切れて死んでしまうらしい。
努力返し
敵の攻撃を迎撃するパンチ。長年の努力の結果、寝ている最中でも無意識で繰り出せるが、返したものがどこに飛ぶかは分からない。
石の上にも三年
肩にある石の上にも三年のマークの石。取り外すことが可能で、握ってパンチの威力を高めたり、砥石として使用するなどの使い方がある。
輸血
額にある血の汗を取り外し腕に刺すことで、自分自身に輸血が可能。額に付け直せばまた何度でも使える。三本柱マンJr.に合体時、中身が血糊になっていたこともある。
真空鉄ゲタかかと落とし
敵を足元の地面ごと上空へ蹴り上げ、それを猛スピードで追い越し鉄ゲタによるかかと落としを食らわせる技。上昇する地面には凄まじい重力がかかるため相手は身動きが取れず逃げられない。喰らった相手は30tの鉄ゲタによる重量により、凹上に切断されてしまう一撃必殺の技。蹴り足を回転させることで威力を増した「真空鉄ゲタ大回転かかと落とし」、鉄ゲタを脱いだ状態で普通にかかと落としを見舞う「新・真空かかと落とし」もある。